# Prins Oscars skola
Prins Oscars skola var en skola för barn till soldater vid Göta artilleriregemente i Göteborg. Skolan grundades år 1810 och hade under åren 1823–1858 lokaler vid Kaserntorget 7. Skolan upphörde som regementsskola 1858, varefter den blev folkskola fram till 1870. Byggnaden revs 1953.

## Historik
Skolan stiftades av officerare vid Göta artilleriregemente år 1810 och var avsedd för soldaternas barn. Under de första åren skedde undervisningen i vakthusen vid Carls port och Lilla Bommen, samt i ett par rum i kasernbyggnaden. Skolbyggnaden vid Kaserntorget uppfördes år 1823 efter ritningar av J. F. Weinberg. Medel till skolan kom genom att officerare och andra vid regementet tillsköt del av sin lön. Skolan underhölls, dels genom frivilliga bidrag, dels genom avkastningen av mulbete på några bastioner och vallar, samt genom tomtförsäljningar efter vallarnas rasering. Tomtförsäljningarna inbringade 14 000 rdr och skolan fick ett årligt anslag från Artilleriregementenas barnkassa i Stockholm. Skolan leddes av en direktion, i vilken regementets överstelöjtnant var ordförande. Överlärare var bataljonspredikanten, vilken tillsammans med en underlärare och två lärarinnor undervisade cirka 100 barn. Karl XIV Johan gav efter anhållan sitt "nådiga" tillstånd till att skolan skulle få kallas Prins Oscars skola efter kronprinsen.
Eleverna undervisades i de vanliga skolämnena, vilket inledningsvis gjordes direkt av lärarna. År 1820 övergick skolan till växelundervisningsmetoden. I och med att folkskolestyrelsen inrättades år 1858, tog den hand om undervisningen vid Prins Oscars skola, som då upphörde att vara regementsskola och växelundervisningsmetoden slopades.
Skolan upphörde 1858 och dess lokaler användes därefter för regementets rekrytundervisning. Folkskolestyrelsen förhyrde skolhuset och det utnyttjades för folkskolorna fram till 1870. Byggnaden användes för olika ändamål fram till 1919, då Svenska Frälsningsarmén köpte den. Frälsningsarmén lät riva byggnaden 1953, då den uppförde en ny byggnad, innehållande bland annat gudstjänstlokaler.